# Список наград и номинаций Сета Макфарлейна
Ниже приведен список наград и номинаций, полученных американским актёром, аниматором, писателем, продюсером, режиссёром, комиком и певцом Сетом Макфарлейном.

## Главные награды

### Оскар
Премия Оскар представляют собой набор наград, присуждаемых ежегодно за выдающиеся достижения в области кинематографии, и организуются Академией кинематографических искусств и наук (AMPAS). Макфарлейн получил одну номинацию.
| Год  | Номинируемая работа                                       | Категория                 | Результат | Ссылки |
| ---- | --------------------------------------------------------- | ------------------------- | --------- | ------ |
| 2013 | «Everybody Needs a Best Friend» (из фильма Третий лишний) | Лучшая оригинальная песня | Номинация | [ 3 ]  |

### Британская академия телевидения
Премия Британской академии телевидения — ежегодная премия, представляемая Британской академией кино и телевизионных искусств. Макфарлейн был номинирован дважды.
| Год  | Номинируемая работа | Категория                    | Результат | Ссылки |
| ---- | ------------------- | ---------------------------- | --------- | ------ |
| 2008 | Гриффины            | Best International Programme | Номинация | [ 5 ]  |
| 2010 | Гриффины            | Best International Programme | Номинация | [ 6 ]  |

### Эмми
Премия "Прайм-тайм «Эмми», присуждаемая с 1949 года, признает выдающиеся достижения в области американского телевидения. Эта награда ежегодно вручается членами Американской телевизионной академией. Награды, вручаемые за достижения в дневных телевизионных программах, обозначены как «Дневные премии Эмми». Макфарлейн выиграл пять наград из двадцати четырёх номинаций. В 2020 году он был введён в Зал славы телевидения.
| Год  | Номинируемая работа                        | Категория                                    | Результат | Ссылки |
| ---- | ------------------------------------------ | -------------------------------------------- | --------- | ------ |
| 2000 | Гриффины for "Road to Rhode Island"        | Outstanding Animated Program                 | Номинация | [ 8 ]  |
| 2000 | Гриффины                                   | Outstanding Voice-Over Performance           | Победа    | [ 8 ]  |
| 2002 | Гриффины for "You've Got a Lot to See"     | Outstanding Music and Lyrics                 | Победа    | [ 9 ]  |
| 2005 | Гриффины for "North by North Quahog"       | Outstanding Animated Program                 | Номинация | [ 10 ] |
| 2006 | Гриффины for "PTV"                         | Outstanding Animated Program                 | Номинация | [ 11 ] |
| 2008 | Гриффины for "Blue Harvest"                | Outstanding Animated Program                 | Номинация | [ 12 ] |
| 2009 | Гриффины                                   | Outstanding Comedy Series                    | Номинация | [ 13 ] |
| 2009 | Американский папаша! for "1600 Candles"    | Outstanding Animated Program                 | Номинация | [ 13 ] |
| 2009 | Гриффины                                   | Outstanding Voice-Over Performance           | Номинация | [ 13 ] |
| 2010 | Гриффины for "Down's Syndrome Girl"        | Outstanding Original Music and Lyrics        | Номинация | [ 14 ] |
| 2011 | Шоу Кливленда for "Murray Christmas"       | Outstanding Animated Program                 | Номинация | [ 15 ] |
| 2011 | Гриффины for "Christmastime Is Killing Us" | Outstanding Original Music and Lyrics        | Номинация | [ 15 ] |
| 2012 | Американский папаша! for "Hot Water"       | Outstanding Animated Program                 | Номинация | [ 16 ] |
| 2013 | 85th Academy Awards                        | Outstanding Special Class Program            | Номинация | [ 17 ] |
| 2013 | Гриффины                                   | Outstanding Voice-Over Performance           | Номинация | [ 17 ] |
| 2014 | Космос: пространство и время               | Outstanding Documentary or Nonfiction Series | Номинация | [ 18 ] |
| 2014 | Гриффины                                   | Outstanding Character Voice-Over Performance | Номинация | [ 18 ] |
| 2015 | Гриффины                                   | Outstanding Character Voice-Over Performance | Номинация | [ 19 ] |
| 2016 | Гриффины                                   | Outstanding Character Voice-Over Performance | Победа    | [ 20 ] |
| 2017 | Гриффины                                   | Outstanding Character Voice-Over Performance | Победа    | [ 21 ] |
| 2018 | Гриффины                                   | Outstanding Character Voice-Over Performance | Номинация | [ 22 ] |
| 2018 | Американский папаша!                       | Outstanding Character Voice-Over Performance | Номинация | [ 22 ] |
| 2019 | Гриффины                                   | Outstanding Character Voice-Over Performance | Победа    | [ 23 ] |
| 2020 | Сет Макфарлейн                             | Television Hall of Fame                      | Введён    | [ 24 ] |
| 2021 | Гриффины                                   | Outstanding Character Voice-Over Performance | Номинация | [ 25 ] |

### Грэмми
Премия Грэмми присуждается ежегодно Национальной академией искусств и наук звукозаписи США за выдающиеся достижения в музыкальной индустрии. Часто считается высшей музыкальной честью, награды были учреждены в 1958 году. Макфарлейн был номинирован пять раз.
| Год  | Номинируемая работа                           | Категория                                                                            | Результат | Ссылки |
| ---- | --------------------------------------------- | ------------------------------------------------------------------------------------ | --------- | ------ |
| 2006 | Family Guy: Live in Vegas                     | Лучший комедийный альбом                                                             | Номинация | [ 27 ] |
| 2012 | Music Is Better Than Words                    | Лучший традиционный вокальный поп-альбом                                             | Номинация | [ 28 ] |
| 2012 | «Christmastime is Killing Us» (from Гриффины) | Лучшая песня, написанная для кино, телевидения или другого визуального представления | Номинация | [ 28 ] |
| 2016 | No One Ever Tells You                         | Лучший традиционный вокальный поп-альбом                                             | Номинация | [ 29 ] |
| 2018 | In Full Swing                                 | Лучший традиционный вокальный поп-альбом                                             | Номинация | [ 30 ] |

## Награды гильдий

### Гильдия продюсеров Америки
Премия Гильдии продюсеров Америки — это торговая организация, представляющая производителей фильмов, телевидения, радио и новых медиа в США.. Макфарлейн выиграл одну награду.
| Год  | Номинируемая работа          | Категория                                      | Результат | Ссылки |
| ---- | ---------------------------- | ---------------------------------------------- | --------- | ------ |
| 2015 | Космос: пространство и время | Outstanding Producer of Non-Fiction Television | Победа    | [ 32 ] |

### Гильдия сценаристов Америки
Премия Гильдии сценаристов Америки — торговая организация, представляющая авторов фильмов, телевидения, радио и новых СМИ в Соединенных Штатах. Макфарлейн выиграл одну награду.
| Год  | Номинируемая работа | Категория                      | Результат | Ссылки |
| ---- | ------------------- | ------------------------------ | --------- | ------ |
| 2015 | Сет Макфарлейн      | Animation Writers Caucus Award | Победа    | [ 34 ] |

## Награды критиков и ассоциаций

### Выбор критиков
Награды Выбор критиков вручаются ежегодно с 1995 года Ассоциацией радиовещательных кинокритиков за выдающиеся достижения в киноиндустрии. Макфарлейн получил одну номинацию.
| Год  | Номинируемая работа | Категория   | Результат | Ссылки |
| ---- | ------------------- | ----------- | --------- | ------ |
| 2013 | Третий лишний       | Best Comedy | Номинация | [ 36 ] |

### Выбор телевизионных критиков
Награда Выбор телевизионных критиков вручается ежегодно с 2011 года Ассоциацией журналистов телерадиовещания за выдающиеся достижения в телевизионной индустрии. Макфарлейн получил две награды по четырём номинациям.
| Год  | Номинируемая работа          | Категория               | Результат | Ссылки |
| ---- | ---------------------------- | ----------------------- | --------- | ------ |
| 2012 | Гриффины                     | Best Animated Series    | Номинация | [ 38 ] |
| 2014 | Гриффины                     | Best Animated Series    | Номинация | [ 39 ] |
| 2014 | Космос: пространство и время | Best Reality Series     | Победа    | [ 39 ] |
| 2015 | Сет Макфарлейн               | Louis XIII Genius Award | Победа    | [ 40 ] |

### Ассоциация кинокритиков Джорджии
Ассоциация кинокритиков Джорджии была создана в 2011 году с целью популяризации кинокритики и киноиндустрии в штате Джорджия. Макфарлейн был номинарован один раз.
| Год  | Номинируемая работа                                       | Категория          | Результат | Ссылки |
| ---- | --------------------------------------------------------- | ------------------ | --------- | ------ |
| 2013 | «Everybody Needs a Best Friend» (из фильма Третий лишний) | Best Original Song | Номинация | [ 42 ] |

### International Documentary Association
Награда Международной Документальной Ассоциацией присуждается Международной ассоциацией документального кино с 1982 года, которая занимается продвижением документальных фильмов и посвящена повышению осведомленности общественности о жанре документального кино. Макфарлейн был номинирован на одну награду.
| Год  | Номинируемая работа          | Категория           | Результат | Ссылки |
| ---- | ---------------------------- | ------------------- | --------- | ------ |
| 2014 | Космос: пространство и время | Best Limited Series | Номинация | [ 44 ] |

### Общество кинокритиков Феникса
Награда Общества кинокритиков Феникса — это организация рецензентов фильмов из публикаций в Фениксе. Макфарлейн был номинирован на один раз.
| Год  | Номинируемая работа | Категория                                  | Результат | Ссылки |
| ---- | ------------------- | ------------------------------------------ | --------- | ------ |
| 2012 | Третий лишний       | Breakthrough Performance Behind the Camera | Номинация | [ 46 ] |

### Ассоциация кинокритиков Сент-Луиса
Ассоциация кинокритиков Сент-Луиса, основанная в 2004 году, является организацией кинокритиков, действующих в Сент-Луисе. Макфарлейн выиграл один раз.
| Год  | Номинируемая работа | Категория   | Результат | Ссылки |
| ---- | ------------------- | ----------- | --------- | ------ |
| 2012 | Третий лишний       | Best Comedy | Победа    | [ 48 ] |

## Разные награды

### Энни
Премия Энни представляет собой набор наград, ежегодно присуждаемых за достижения в области анимации, и организуются ASIFA-Hollywood. Макфарлейн получил одну награду из трех номинаций.
| Год  | Номинируемая работа | Категория                                                                         | Результат | Ссылки |
| ---- | ------------------- | --------------------------------------------------------------------------------- | --------- | ------ |
| 1999 | Гриффины            | Outstanding Individual Achievement for Music in an Animated Television Production | Номинация | [ 50 ] |
| 2006 | Гриффины            | Best Voice Acting in an Animated Television Production                            | Победа    | [ 51 ] |
| 2009 | Гриффины            | Best Voice Acting in an Animated Television Production or Short Form              | Номинация | [ 52 ] |

### Американское общество композиторов, авторов и издателей
Американское общество композиторов, авторов и издателей представляет серию ежегодных награждений в семи различных музыкальных категориях: поп, ритм и соул, кино и телевидение, латинская, кантри, христианская и концертная музыка. Макфарлейн завоевал четыре награды.
| Год  | Номинируемая работа  | Категория             | Результат | Ссылки |
| ---- | -------------------- | --------------------- | --------- | ------ |
| 2013 | Гриффины             | Top Television Series | Победа    | [ 54 ] |
| 2013 | Американский папаша! | Top Television Series | Победа    | [ 54 ] |
| 2013 | Шоу Кливленда        | Top Television Series | Победа    | [ 54 ] |
| 2013 | Третий лишний        | Top Box Office Films  | Победа    | [ 54 ] |

### Comedy
Награда Comedy, проводимая американской телекомпанией Comedy Central, за заслуженность лучшей комедии. Макфарлейн получил три номинации.
| Год  | Номинируемая работа  | Категория                   | Результат | Ссылки |
| ---- | -------------------- | --------------------------- | --------- | ------ |
| 2011 | Гриффины             | Best Animated Comedy Series | Номинация | [ 56 ] |
| 2011 | Американский папаша! | Best Animated Comedy Series | Номинация | [ 56 ] |
| 2012 | Гриффины             | Best Animated Comedy Series | Номинация | [ 57 ] |

### DVD Exclusive
Премией DVD Эксклюзив были удостоены программы непосредственно в видеопродукции, выпущенной на DVD. Макфарлейн выиграл две награды.
| Год  | Номинируемая работа              | Категория                                                                         | Результат | Ссылки |
| ---- | -------------------------------- | --------------------------------------------------------------------------------- | --------- | ------ |
| 2006 | Stewie Griffin: The Untold Story | Best Overall Movie, Animated DVD Premiere                                         | Победа    | [ 59 ] |
| 2006 | Stewie Griffin: The Untold Story | Best Animated Character Performance (Voice and Animation in a DVD Premiere Movie) | Победа    | [ 59 ] |

### Империя
Премия «Империя» — это британская церемония награждения, которая проводится ежегодно для признания кинематографических достижений. Макфарлейн выиграл одну награду.
| Год  | Номинируемая работа | Категория   | Результат | Ссылки |
| ---- | ------------------- | ----------- | --------- | ------ |
| 2013 | Третий лишний       | Best Comedy | Победа    | [ 61 ] |

### Environmental Media Awards
Награда «Экологические СМИ» присуждается Ассоциацией экологических СМИ с 1991 года за лучший телевизионный эпизод или фильм с экологическим посланием. Макфарлейн выиграл одну награду.
| Год  | Номинируемая работа                                       | Категория               | Результат | Ссылки |
| ---- | --------------------------------------------------------- | ----------------------- | --------- | ------ |
| 2014 | Космос: пространство и время за серию «Освобождённый мир» | Best Reality Television | Победа    | [ 63 ] |

### Генезис
Награды Генезис присуждаются ежегодно Обществом защиты животных Соединенных Штатов отдельным лицам в основных новостных и развлекательных СМИ за создание выдающихся произведений, которые повышают осведомленность общественности о проблемах животных. Макфарлейн выиграл одну награду.
| Год  | Номинируемая работа     | Категория               | Результат | Ссылки |
| ---- | ----------------------- | ----------------------- | --------- | ------ |
| 2010 | Гриффины for "Dog Gone" | Sid Caesar Comedy Award | Победа    | [ 65 ] |

### GLAAD Media
Премия GLAAD Media была учреждена в 1990 году Альянс геев и лесбиянок против диффамации, чтобы «признать и почтить СМИ за их справедливое, точное и всестороннее представление о ЛГБТ-сообществе и проблемах, которые влияют на их жизнь». Макфарлейн был номинирован однажды.
| Год  | Номинируемая работа                      | Категория                         | Результат | Ссылки |
| ---- | ---------------------------------------- | --------------------------------- | --------- | ------ |
| 2007 | Американский папаша! for "Lincoln Lover" | Outstanding Individual TV Episode | Номинация | [ 67 ] |

### Золотая малина
Премия Золотая малина присуждается в знак признания худшего в фильме. Макфарлейн получил три номинации.
| Год  | Номинируемая работа              | Категория                                        | Результат | Ссылки |
| ---- | -------------------------------- | ------------------------------------------------ | --------- | ------ |
| 2015 | Миллион способов потерять голову | Худший актёр                                     | Номинация | [ 69 ] |
| 2015 | Миллион способов потерять голову | Худший режиссёр                                  | Номинация | [ 69 ] |
| 2015 | Миллион способов потерять голову | Худший актёрский дуэт (совместно с Шарлиз Терон) | Номинация | [ 69 ] |

### Голливудская Аллея славы
Аллея славы в Голливуде насчитывает более 2600 пятиконечных и медных звезд, встроенных в тротуары вдоль 15 кварталов Голливудского бульвара и трех кварталов Вайн-стрит в Голливуде, штат Калифорния. Звезды — это постоянные публичные памятники достижениям в индустрии развлечений, носящие имена музыкантов, актёров, режиссёров, продюсеров, музыкальных и театральных групп, вымышленных персонажей и других. Аллея славы находится в ведении Торговой палаты Голливуда и поддерживается самофинансируемым Голливудским историческим фондом. Макфарлейн получил свою звезду в 2019 году.
| Год  | Номинируемая работа | Категория                                            | Результат | Ссылки |
| ---- | ------------------- | ---------------------------------------------------- | --------- | ------ |
| 2019 | Сет Макфарлейн      | Star on Hollywood Walk of Fame (Television Category) | Победа    | [ 71 ] |

### Юпитер
Премия Юпитер — это немецкая ежегодная премия в области кино, в которой отмечаются таланты и достижения. Это крупнейшая в Германии награда для зрителей в области кино и телевидения, которая ежегодно присуждается CINEMA и TV SPIELFILM. Макфарлейн выиграл одну награду.
| Год  | Номинируемая работа | Категория               | Результат | Ссылки |
| ---- | ------------------- | ----------------------- | --------- | ------ |
| 2012 | Третий лишний       | Best International Film | Победа    | [ 73 ] |

### MTV Movie & TV Awards
MTV Movie & TV Awards — это ежегодное шоу, вручаемое MTV в честь выдающихся достижений в кино. Основанная в 1992 году, победители наград определяются онлайн-аудиторией. Макфарлейн получил одну награду из семи номинаций.
| Год  | Номинируемая работа | Категория                                         | Результат | Ссылки |
| ---- | ------------------- | ------------------------------------------------- | --------- | ------ |
| 2013 | Третий лишний       | Movie of the Year                                 | Номинация | [ 75 ] |
| 2013 | Третий лишний       | Best Shirtless Performance                        | Номинация | [ 75 ] |
| 2013 | Третий лишний       | Best Fight (совместно с Марком Уолбергом)         | Номинация | [ 75 ] |
| 2013 | Третий лишний       | Best On-Screen Duo (совместно с Марком Уолбергом) | Победа    | [ 75 ] |
| 2013 | Третий лишний       | Best WTF Moment                                   | Номинация | [ 75 ] |
| 2016 | Третий лишний 2     | Best Virtual Performance                          | Номинация | [ 76 ] |
| 2017 | Гриффины            | Best Comedic Performance                          | Номинация | [ 77 ] |

### Национальное общество карикатуристов
Награда Национального общества карикатуристов — это организация профессиональных карикатуристов в Соединенных Штатах.. Макфарлейн выиграл одну награду.
| Год  | Номинируемая работа | Категория                  | Результат | Ссылки |
| ---- | ------------------- | -------------------------- | --------- | ------ |
| 2009 | Гриффины            | Television Animation Award | Победа    | [ 79 ] |

### Пибоди
Премия Джорджа Фостера Пибоди или просто награда Пибоди названа в честь американского бизнесмена и филантропа Джорджа Пибоди, который признает выдающуюся и достойную общественную службу американских радио- и телевизионных станций, сетей, онлайн-СМИ, продюсерских организаций и частных лиц.. Макфарлейн выиграл один раз.
| Год  | Номинируемая работа          | Категория     | Результат | Ссылки |
| ---- | ---------------------------- | ------------- | --------- | ------ |
| 2015 | Космос: пространство и время | Премия Пибоди | Победа    | [ 81 ] |

### People’s Choice Awards
The People's Choice Awards — это американская премия, на которой отмечаются люди и творчество популярной культуры. Макфарлейн выиграл одну награду из тринадцати номинаций.
| Год  | Номинируемая работа  | Категория                                   | Результат | Ссылки |
| ---- | -------------------- | ------------------------------------------- | --------- | ------ |
| 2007 | Гриффины             | Favorite Animated Comedy                    | Номинация | [ 83 ] |
| 2008 | Гриффины             | Favorite Animated Comedy                    | Номинация | [ 84 ] |
| 2009 | Гриффины             | Favorite Animated Comedy                    | Номинация | [ 85 ] |
| 2011 | Гриффины             | Favorite TV Family (за семейство Гриффинов) | Номинация | [ 86 ] |
| 2013 | Третий лишний        | Favorite Comedy Movie                       | Победа    | [ 87 ] |
| 2014 | Папаши               | Favorite New TV Comedy                      | Номинация | [ 88 ] |
| 2015 | Гриффины             | Favorite Animated TV Show                   | Номинация | [ 89 ] |
| 2015 | Американский папаша! | Favorite Animated TV Show                   | Номинация | [ 89 ] |
| 2016 | Гриффины             | Favorite Animated TV Show                   | Номинация | [ 90 ] |
| 2016 | Американский папаша! | Favorite Animated TV Show                   | Номинация | [ 90 ] |
| 2016 | Третий лишний 2      | Favorite Comedic Movie                      | Номинация | [ 90 ] |
| 2017 | Гриффины             | Favorite Animated TV Show                   | Номинация | [ 91 ] |
| 2017 | Американский папаша! | Favorite Animated TV Show                   | Номинация | [ 91 ] |

### PRISM
Премия PRISM ежегодно присуждается Советом индустрии развлечений, чтобы воздать должное артистам за точное изображение злоупотребления психоактивными веществами, зависимости и психического здоровья в развлекательных программах.. Макфарлейн был номинирован один раз.
| Год  | Номинируемая работа                        | Категория           | Результат | Ссылки |
| ---- | ------------------------------------------ | ------------------- | --------- | ------ |
| 2009 | Американский папаша! for "Spring Break-Up" | Best Comedy Episode | Номинация | [ 93 ] |

### Спутник
Премия Спутник — это набор ежегодных наград Международной академии прессы. MacFarlane has been nominated once.
| Год  | Номинируемая работа   | Категория                    | Результат | Ссылки |
| ---- | --------------------- | ---------------------------- | --------- | ------ |
| 2004 | Гриффины for Volume 2 | Best DVD Release of TV Shows | Номинация | [ 95 ] |

### Сатурн
Премией Сатурн вручаются ежегодно Академией научной фантастики, фантастики и фильмов ужасов в честь научной фантастики, фэнтези и фильмов ужасов, телевидения и домашнего видео. Макфарлейн выиграл две награды из десяти номинаций.
| Год  | Номинируемая работа         | Категория                                | Результат | Ссылки  |
| ---- | --------------------------- | ---------------------------------------- | --------- | ------- |
| 2008 | Гриффины for "Blue Harvest" | Лучшая телепостановка                    | Победа    | [ 97 ]  |
| 2013 | Третий лишний               | Лучший фильм-фэнтези                     | Номинация | [ 98 ]  |
| 2016 | Третий лишний 2             | Лучший фильм-фэнтези                     | Номинация | [ 99 ]  |
| 2017 | Гриффины                    | Лучший мультсериал или мультфильм для ТВ | Номинация | [ 100 ] |
| 2018 | Орвилл                      | Лучший научно-фантастический телесериал  | Победа    | [ 101 ] |
| 2018 | Орвилл                      | Лучший телеактёр                         | Номинация | [ 101 ] |
| 2018 | Гриффины                    | Лучший мультсериал или мультфильм для ТВ | Номинация | [ 101 ] |
| 2019 | Орвилл                      | Лучший научно-фантастический телесериал  | Номинация | [ 102 ] |
| 2019 | Орвилл                      | Лучший телеактёр                         | Номинация | [ 102 ] |
| 2019 | Гриффины                    | Лучший мультсериал или мультфильм для ТВ | Номинация | [ 102 ] |

### Spike Guys' Choice Awards
Награды Spike Guys 'Choice Award (ранее Guy’s Choice Awards) — это шоу, созданное кабельным каналом Spike и проводимое с 2007 года MacFarlane has received two awards
| Год  | Номинируемая работа | Категория             | Результат | Ссылки  |
| ---- | ------------------- | --------------------- | --------- | ------- |
| 2012 | Сет Макфарлейн      | Funniest M.F.         | Победа    | [ 104 ] |
| 2013 | Третий лишний       | Guy Movie of the Year | Победа    | [ 105 ] |

### Spike Video Game Awards
Награды Spike Video Game Awards (также известные как VGA и VGX в его последнем году) были ежегодным шоу, организованным Spike TV в период с 2003 по 2013 год (десятилетний период), в котором были признаны лучшие компьютерные и видеоигры года. Макфарлейн получил одну награду из трех номинаций.
| Год  | Номинируемая работа    | Категория                             | Результат | Ссылки  |
| ---- | ---------------------- | ------------------------------------- | --------- | ------- |
| 2006 | Family Guy Video Game! | Best Game Based on a Movie or TV Show | Номинация | [ 107 ] |
| 2006 | Family Guy Video Game! | Best Performance by a Male            | Номинация | [ 107 ] |
| 2006 | Family Guy Video Game! | Best Cast                             | Победа    | [ 107 ] |

### Премия Ассоциации телевизионных критиков
Награды Ассоциации телевизионных критиков — представленные Ассоциацией телевизионных критиков в знак признания превосходства в телевидении. Макфарлейн выиграл одну награду.
| Год  | Номинируемая работа          | Категория                                       | Результат | Ссылки  |
| ---- | ---------------------------- | ----------------------------------------------- | --------- | ------- |
| 2014 | Космос: пространство и время | Outstanding Achievement in News and Information | Победа    | [ 109 ] |

### Teen Choice Awards
Teen Choice Awards — ежегодное наградное шоу, которое транслируется в сети Fox. Награды отмечают самые большие достижения года в области музыки, кино, спорта, телевидения, моды и других категорий, за которые проголосовали подростки в возрасте от 13 до 19 лет. Макфарлейн получил шесть наград из тридцати одной номинации.
| Год  | Номинируемая работа          | Категория                                   | Результат | Ссылки  |
| ---- | ---------------------------- | ------------------------------------------- | --------- | ------- |
| 2005 | Гриффины                     | Choice TV Show: Comedy                      | Номинация | [ 111 ] |
| 2005 | Гриффины                     | Choice TV Actor: Comedy                     | Номинация | [ 111 ] |
| 2005 | Гриффины                     | Choice TV Chemistry                         | Номинация | [ 111 ] |
| 2005 | Гриффины                     | Choice TV Sidekick                          | Номинация | [ 111 ] |
| 2005 | Американский папаша!         | Choice TV: Choice Summer Series             | Номинация | [ 111 ] |
| 2005 | Американский папаша!         | Choice TV: Choice V-Cast                    | Номинация | [ 111 ] |
| 2006 | Американский папаша!         | Choice Animated Series                      | Номинация | [ 112 ] |
| 2006 | Гриффины                     | Choice Animated Series                      | Победа    | [ 112 ] |
| 2007 | Гриффины                     | Choice Animated Series                      | Номинация | [ 113 ] |
| 2008 | Гриффины                     | Choice Animated Series                      | Победа    | [ 114 ] |
| 2008 | Американский папаша!         | Choice Animated Series                      | Номинация | [ 114 ] |
| 2009 | Гриффины                     | Choice Animated Series                      | Номинация | [ 115 ] |
| 2009 | Американский папаша!         | Choice Animated Series                      | Номинация | [ 115 ] |
| 2010 | Гриффины                     | Choice Animated Series                      | Победа    | [ 116 ] |
| 2010 | Американский папаша!         | Choice Animated Series                      | Номинация | [ 116 ] |
| 2010 | Шоу Кливленда                | Choice Animated Series                      | Номинация | [ 116 ] |
| 2011 | Гриффины                     | Choice Animated Series                      | Номинация | [ 117 ] |
| 2011 | Гриффины                     | Choice TV Villain                           | Номинация | [ 117 ] |
| 2011 | Американский папаша!         | Choice Animated Series                      | Номинация | [ 117 ] |
| 2011 | Шоу Кливленда                | Choice Animated Series                      | Номинация | [ 117 ] |
| 2012 | Гриффины                     | Choice Animated Series                      | Номинация | [ 118 ] |
| 2012 | Третий лишний                | Choice Summer Movie: Comedy or Music        | Номинация | [ 118 ] |
| 2012 | Третий лишний                | Choice Movie Voice                          | Номинация | [ 118 ] |
| 2012 | Третий лишний                | Choice Movie Chemistry (with Mark Wahlberg) | Номинация | [ 118 ] |
| 2013 | Гриффины                     | Choice Animated Series                      | Номинация | [ 119 ] |
| 2014 | Гриффины                     | Choice Animated Series                      | Номинация | [ 120 ] |
| 2014 | Космос: пространство и время | Choice Reality Series                       | Номинация | [ 120 ] |
| 2015 | Гриффины                     | Choice Animated Series                      | Победа    | [ 121 ] |
| 2016 | Гриффины                     | Choice Animated Series                      | Победа    | [ 122 ] |
| 2017 | Гриффины                     | Choice Animated Series                      | Победа    | [ 123 ] |
| 2018 | Гриффины                     | Choice Animated Series                      | Номинация | [ 124 ] |

### Webby Awards
The Webby Awards — это награда за выдающиеся достижения в Интернете, ежегодно присуждаемая Международной академией цифровых искусств и наук. Категории включают веб-сайты, интерактивную рекламу, онлайн фильмы и видео, а также мобильные. Макфарлейн получил одну награду.
| Год  | Номинируемая работа | Категория                       | Результат | Ссылки  |
| ---- | ------------------- | ------------------------------- | --------- | ------- |
| 2009 | Сет Макфарлейн      | Film & Video Person of the Year | Победа    | [ 126 ] |

### Молодой актёр
Представлено Ассоциацией Молодых актёров, некоммерческой организацией, Young Artist Awards ежегодно проводится в честь молодых исполнителей. Макфарлейн был номинирован один раз.
| Год  | Номинируемая работа | Категория                     | Результат | Ссылки  |
| ---- | ------------------- | ----------------------------- | --------- | ------- |
| 2008 | The Winner          | Best Family Television Series | Номинация | [ 128 ] |